# Кравченко Володимир Анатолійович
Володимир Анатолійович Кравченко  — український військовий, генерал-лейтенант, командувач ООС (2019—2021). Командир Оперативного командування «Північ» (2017—2019).

## Життєпис
До 2009 року був командиром 51-ї окремої механізованої бригади.

### Російсько-українська війна
З початку війни на Донбасі очолював сектор А (Луганська область), потім керував військами в зоні АТО і ООС.
До 2017 року працював начальником штабу[уточнити] Оперативного командування «Північ» сухопутних військ.
Від 2017 року був командувачем ОК «Північ».
Після зміни АТО на ООС, з травня по листопад 2018 року командував Оперативно-тактичним угрупованням «Північ», яке відповідає за лінію зіткнення у Луганській області та на Світлодарській дузі в Донецькій області.
29 березня 2019 року підписав зі сторони ОК «Північ» з Українським інститутом національної пам'яті меморандум щодо налагодження партнерських відносин і співпраці у рамках заходів національно-патріотичного виховання молоді та військовослужбовців.
5 серпня 2019 року президентом України Володимиром Зеленським був призначений командувачем Операції об'єднаних сил.
28 липня 2021 року звільнений з посади командувача об'єднаних сил.
В 2022 році був командувачем ОУВ «Дніпро». Після був командувачем ОУВ «Волинь».
В 2023 командував ОТУ «Суми».

## Сім'я
Одружений, має двох синів.

## Військові звання
- генерал-майор (5 грудня 2014)[14]
- генерал-лейтенант (23 серпня 2018)[15]

## Нагороди
- орден «Богдана Хмельницького» I ступеня (19 березня 2022) — за особисту мужність і самовіддані дії, виявлені у захисті державного суверенітету та територіальної цілісності України, вірність військовій присязі.[16]
- Орден Богдана Хмельницького II ст. (23 серпня 2021) — за вагомий особистий внесок у зміцнення обороноздатності Української держави, мужність, виявлену під час бойових дій, зразкове виконання службового обов'язку та з нагоди Дня Незалежності України.[17]
- Орден Богдана Хмельницького III ст. (21 серпня 2020) — за вагомий особистий внесок у зміцнення обороноздатності Української держави, мужність, виявлену під час бойових дій, зразкове виконання службових обов'язків та високий професіоналізм.[18]

#### Декларація
- Е-декларація НАЗК [Архівовано 5 серпня 2019 у Wayback Machine.]